# تور آلمان
تور آلمان (آلمانی: Deutschland-Rundfahrt) یکی از مهم‌ترین رقابت‌های مرحله‌ای دوچرخه‌سواری جاده در آلمان بود. این مسابقه ابتدا در ماه مه یا ژوئن برگزار می‌شد؛ ولی از سال ۲۰۰۵ به اوت منتقل شد تا بخشی از پروتور باشد. در ۱۶ اکتبر ۲۰۰۸ برگزارکنندگان تور اعلام کردند که به دلیل موارد دوپینگ اعلام شده در دوچرخه‌سواری، تور ۲۰۰۹ لغو شده‌است. مسئولان بازاریابی تور بیان می‌کردند که پس از مثبت شدن نمونهٔ دوپینگ دوچرخه‌سواران، آنان نمی‌توانند حامیان مالی برای مسابقه‌ای ۹ روزه تأمین کنند. از سال ۲۰۰۹ تاکنون مسابقه برگزار نشده‌است؛ ولی در ژوئیهٔ ۲۰۱۶ اعلام شده‌است که در سال ۲۰۱۸ تور دوباره برگزار خواهد شد.

## تاریخچه
در سال ۱۹۱۱ مسابقهٔ دوچرخه‌سواری ملی به مسافت بیش از ۱۵۰۰ کیلومتر در آلمان (که ترکیبی از چند سرزمین و پادشاهی بود) برگزار شد. تا سال ۱۹۳۱، چند دورهٔ تور برگزار شد؛ ولی همواره شرایط و سازمان‌دهندگان متفاوتی داشت. در سال ۱۹۳۱ نخستین دورهٔ تور آلمان برگزار شد و تا آغاز جنگ جهانی دوم برگزار شد.
آلمان برخلاف بلژیک، فرانسه و ایتالیا دارای پیشینهٔ قابل توجهی در دوچرخه‌سواری جاده نبود؛ بنابراین محبوبیت تور وابسته به عملکرد رکابزنان آلمانی بود. این امر منجر به ایجاد چند تور موازی در آلمان غربی شد.
پس از پیروزی یان اولریش در تور دو فرانس ۱۹۹۷، محبوبیت دوچرخه‌سواری افزایش یافت. در مارس ۲۰۱۶ سازمان ورزشی آموری اعلام کرد که قرارداد ده‌ساله‌ای با فدراسیون دوچرخه‌سواری آلمان امضا کرده‌است تا مسابقه را در دو سال آینده احیا کند.